# Göran Hagberg
Ulf Göran Hagberg (né le 8 novembre 1947 à Bjuv en Suède, est mort le 2 avril 2024) est un footballeur international suédois, qui évoluait au poste de gardien de but, avant de devenir ensuite entraîneur.

## Biographie

### Carrière de joueur

#### Carrière en club
Avec le club d'Östers IF, il joue quatre matchs en Coupe d'Europe des clubs champions.

#### Carrière en sélection
Avec l'équipe de Suède, il joue 15 matchs (pour aucun but inscrit) entre 1973 et 1979. 
Il joue son premier match en équipe nationale le 11 juillet 1973 contre l'Islande et son dernier le 14 novembre 1979 contre la Malaisie.
Il figure dans le groupe des sélectionnés lors des Coupes du monde de 1974 et de 1978, sans toutefois jouer de matchs lors de ces compétitions.

## Palmarès
Östers IF
- Championnat de Suède (1) :
  - Champion : 1978.

- Coupe de Suède (1) :
  - Vainqueur : 1976-1977.
  - Finaliste : 1973-1974.